# World-Inline-Cup 2012
Der World-Inline-Cup 2012 wurde für Frauen und Männer an fünf Stationen ausgetragen. Der Auftakt fand am 13. Mai 2012 in Rennes und das Finale am 16. September 2012 in Jeonju statt.

## Frauen
| WIC                     | Ort     | Sieg                           | Platz 2                         | Platz 3                    |
| ----------------------- | ------- | ------------------------------ | ------------------------------- | -------------------------- |
| Class 1 13. Mai         | Rennes  | Jana Gegner EOSkates IDEEprint | Roberta Casu EOSkates IDEEprint | Justine Halbout 2 APN Avon |
| Top Class 20. Mai       | Incheon | Mi Young Kim -                 | Ting Huang Yu -                 | Ram Yu Ga -                |
| Class 1 10. Juni        | Dijon   | Jana Gegner EOSkates IDEEprint | Roberta Casu EOSkates IDEEprint | Justine Halbout 2 APN Avon |
| Class 1 16. Juni        | Ostrava | Jana Gegner EOSkates IDEEprint | Kateřina Novotná -              | Aleksandra Goss -          |
| Top Class 16. September | Jeonju  | Jung Un Park -                 | Yoo Hee Kim -                   | Hay Ong Yang -             |

| \| Rang \| Name \| Team \| \| ---- \| --------------- \| ------------------ \| \| 1 \| Renata Karabova \| EOSkates IDEEprint \| \| 2 \| Aleksandra Goss \| WIC Single Athlet \| \| 3 \| Jana Gegner \| EOSkates IDEEprint \| |                 |                    |
| Rang | Name            | Team               |
| 1 | Renata Karabova | EOSkates IDEEprint |
| 2 | Aleksandra Goss | WIC Single Athlet  |
| 3 | Jana Gegner     | EOSkates IDEEprint |

## Männer
| WIC                     | Ort     | Sieg                                | Platz 2                                     | Platz 3                                    |
| ----------------------- | ------- | ----------------------------------- | ------------------------------------------- | ------------------------------------------ |
| Class 1 13. Mai         | Rennes  | Yann Guyader EOSkates IDEEprint     | Elton de Souza Roller Provence Mediterranee | Nolan Beddiaf Roller Inline Grand Lamballe |
| Top Class 20. Mai       | Incheon | Yann Guyader EOSkates IDEEprint     | Bart Swings Powerslide Matter World         | Yoo Jong Nam Korea Team                    |
| Class 1 10. Juni        | Dijon   | Bart Swings Powerslide Matter World | Yann Guyader EOSkates IDEEprint             | Ewen Fernandez Powerslide Matter World     |
| Class 1 16. Juni        | Ostrava | Alfredo Enrique León -              | Sebastián Paredes Tigrero -                 | Julio César Mirena -                       |
| Top Class 16. September | Jeonju  | Joey Mantia Simmons Schankel        | Yann Guyader EOSkates IDEEprint             | Min Yong Park -                            |

| \| Rang \| Name \| Team \| \| ---- \| -------------- \| ----------------------- \| \| 1 \| Yann Guyader \| EOSkates IDEEprint \| \| 2 \| Julien Levrard \| EOSkates IDEEprint \| \| 3 \| Felix Rijhnen \| Powerslide Matter World \| |                |                         |
| Rang | Name           | Team                    |
| 1 | Yann Guyader   | EOSkates IDEEprint      |
| 2 | Julien Levrard | EOSkates IDEEprint      |
| 3 | Felix Rijhnen  | Powerslide Matter World |